# 吉上亮
吉上 亮（よしがみ りょう、1989年2月18日 -）は、日本のSF作家。日本SF作家クラブ会員。2015年度より、日本推理作家協会にも所属している。

## 人物・経歴
埼玉県出身。早稲田大学文化構想学部卒業。中高とも剣道部に所属しており、文化的な活動とは無縁だったが、高校3年生の春、友人が文芸部に所属していた縁で、文化祭にゲストとして小説を執筆した。そこで「おもしろかった」という感想を多く得たことが、創作を志す原点となったと語る。その後、大学ではノベルゲーム製作に2年間を捧げ、小説を本格的に書くようになったのは、東浩紀の「小説表現」の授業を受講し始めた、大学3年生になってからであったという。

## デビューまでの経緯
「パンツァークラウン フェイセズ」の初期プロットは、2011年3月11日(東日本大震災直前の昼ごろ)に完成し、2週間で240ページ程度の内容で執筆して初稿をライトノベル新人賞に投稿するも一次審査で落選した。自分でも同作の出来に納得していなかったため、全面改稿した第2稿を執筆。2012年の初めごろ、それを学部で「小説表現」の授業で縁のあった東浩紀に講評してもらう機会を得、その縁で早川書房『S-Fマガジン』編集長である塩澤快浩にも同年夏ごろ講評を貰った。その時点でも出版レベルではないとされ、その後秋までに再度プロットから練り直した第3稿を完成。再び塩澤に読んでもらったところ、「出版しよう」という返事を受けたという。

## 影響を受けた物
日本人作家として、冲方丁、川上稔、深見真、伊藤計劃、神林長平、飛浩隆、村上春樹の名を上げ（特に最初の三人）、海外作家として、アーサー・C・クラーク、J・G・バラード、フィリップ・K・ディック、コリイ・ドクトロウ、ジョン・ミルトン、ジェイムズ・エルロイ（特に《LA四部作》の『ホワイト・ジャズ』）を上げている。
また、映像監督・クリエーターからの影響も認め、富野由悠季、押井守、北野武、小島秀夫、スタンリー・キューブリック、デヴィッド・フィンチャー、クリストファー・ノーラン、アンドリュー・ニコル、マーティン・スコセッシ、ニコラス・ウィンディング・レフンの名を上げる。幼いころに観ていた特撮作品や、初期の平成仮面ライダー（特に、「仮面ライダークウガ」、「仮面ライダー555」）の影響も語っている。

## 作品リスト

### 書籍

#### オリジナル作品
- 『パンツァークラウン フェイセズ Ⅰ』 （ハヤカワ文庫JA、2013年5月）
- 『パンツァークラウン フェイセズ Ⅱ』 （ハヤカワ文庫JA、2013年6月）
- 『パンツァークラウン フェイセズ Ⅲ』 （ハヤカワ文庫JA、2013年7月）
- 『生存賭博』（新潮文庫nex、2016年4月）
- 『磁極告解録 殺戮の帝都』（NOVEL 0、2016年6月）
- 『泥の銃弾』（上・下巻、新潮文庫、2019年3月）

#### ノベライズ作品
- 『PSYCHO-PASS ASYLUM 1』 （原作:サイコパス製作委員会、ハヤカワ文庫JA、2014年9月）
- 『PSYCHO-PASS ASYLUM 2』 （原作:サイコパス製作委員会、ハヤカワ文庫JA、2014年11月）
- 『PSYCHO-PASS GENESIS 1』 （原作:サイコパス製作委員会、ハヤカワ文庫JA、2015年3月）
- 『PSYCHO-PASS GENESIS 2』 （原作:サイコパス製作委員会、ハヤカワ文庫JA、2015年6月）
- 『PSYCHO-PASS GENESIS 3』 （原作:サイコパス製作委員会、ハヤカワ文庫JA、2016年2月）
- 『PSYCHO-PASS GENESIS 4』 （原作:サイコパス製作委員会、ハヤカワ文庫JA、2017年1月）
- 『封神演義 導なき道へ』 （原作:藤崎竜『封神演義』、JUMP j BOOKS、2018年6月）
- 『PSYCHO-PASS サイコパス 3 〈A〉』（原作:サイコパス製作委員会、集英社文庫、2019年11月）
- 『PSYCHO-PASS サイコパス Sinners of the System 上』（茗荷屋甚六との共著、マッグガーデン・ノベルズ、2019年11月）
- 『PSYCHO-PASS サイコパス Sinners of the System 下』（茗荷屋甚六との共著、マッグガーデン・ノベルズ、2019年12月）
- 『PSYCHO-PASS サイコパス 3 〈B〉』（原作:サイコパス製作委員会、集英社文庫、2020年5月）
- 『PSYCHO-PASS サイコパス 3 〈C〉』（原作:サイコパス製作委員会、集英社文庫、2020年9月）
- 『RE:BEL ROBOTICA 0—レベルロボチカ 0—』（原作:Mika Pikazo・ARCH、新潮文庫nex、2022年10月）

#### 漫画原作
- ドープマン（協力：モンスターラウンジ、漫画：オギノユーヘイ、BUNCH COMICS、2022年7月 - 刊行中、既刊3巻）
- POLICE TRIBE K-9（脚本〈共同〉：深見真、漫画：斎夏生、協力：モンスターラウンジ、企画協力：AAO Project、『ヤングチャンピオン』（秋田書店）2024年No.8 - 連載中）[9]
- 龍と樹（漫画：ku-ba、『MANGAバル』2025年3月30日 - ）[10]

### 寄稿・収録作品
小説作品
- 「パンツァークラウン レイヴズ」 - 『楽園追放rewired : サイバーパンクSF傑作選』 虚淵玄, 大森望 編、ハヤカワ文庫JA、2014年10月 収録 （初出は同人誌）
- 「未明の晩餐」 - 『伊藤計劃トリビュート』ハヤカワ文庫JA、2015年8月 寄稿
- 「人類暦の預言者」 - 冲方塾 小説部門マルドゥック・コース優秀作：『S-Fマガジン』2016年2月号（2015年12月発売） 掲載
  - 改稿の上で、『マルドゥック・ストーリーズ 公式二次創作集』（冲方丁+早川書房編集部/編、2016年9月21日発行）に収録された。
- 「a calling」（ショートショート作品） - 『人工知能 : 人工知能学会誌』第31巻1号（2016年1月 発行） 寄稿
- 「塋域（えいいき）の偽聖者」 - 『AIと人類は共存できるか? 人工知能SFアンソロジー』早川書房、2016年11月 寄稿
- 「Blackstar.」 - 『岸辺露伴は叫ばない 短編小説集』原作 :荒木飛呂彦、JUMP j BOOKS、2018年6月 収録
- 「楽園の落穂」 - 『岸辺露伴は戯れない 短編小説集』原作 :荒木飛呂彦、JUMP j BOOKS、2018年7月 収録
- 「ヴェルト」 - 『S-Fマガジン』2023年8月号より連載中
- 「鮭はどこへ消えた?」 - 『地球へのSF』ハヤカワ文庫JA、2024年5月 収録

エッセイ、論考など
- 「劇場版『屍者の帝国』レビュウ 語り手は新たなかたちを得て」 - 『S-Fマガジン』2015年12月号 掲載
- 「1000年後の人類への物語――SF作家のチェルノブイリ巡礼」 - 『ゲンロン観光通信 #6』（株式会社ゲンロン、2016年5月発行）寄稿
- 「Oh ! マイアイドル」 - 『小説すばる』2016年10月号（2016年9月発売） 寄稿
- 「現実を超えていく理想の物語、セカイを革命する力」 - 『ユリイカ』2017年9月号 掲載
- 「専業作家の仕事」 - 『ゲンロンβ』36号（2019年4月）掲載
- 「一期一衣」 - 『小説すばる』2019年7月号 掲載
- 「暗黒への優しきまなざし」 - 『S-Fマガジン』2020年10月号 掲載

### アニメ
- PSYCHO-PASS サイコパス Sinners of the System Case.1 罪と罰（2019年、脚本）
- PSYCHO-PASS サイコパス 3（2019年、脚本）
- ブラック★★ロックシューター DAWN FALL（2022年、シリーズ構成協力・脚本）

### ゲーム
- 妖怪百姫たん！（2014年 - 、シナリオ）
- メタルギア サヴァイヴ（2018年、ストーリー構成[11]）

### 特撮
- ウルトラマンアーク（2024年、脚本[12]）